# X-CD-Roast
X-CD-Roast は、GPLのもとで開発・配布されているLinuxなどのUnix系オペレーティングシステム上で利用可能なライティングソフトウェア。
cdrecord、cdda2wav、readcd、mkisofsといったコマンドラインツールを組み合わせて動作するGUIフロントエンドである。